# Introspecționism
Introspecționismul are două accepții în psihologie.
Introspecționismul este o concepție psihologică asupra obiectului cunoașterii psihologice. Această concepție consideră că psihologul trebuie să cunoască un grup de fenomene care își au originea în ele însele fără nici o legătură cu exteriorul ansamblu de fenomene desemnate prin cuvântul psihic. Introspecționiștii consideră că psihicul este format exclusiv din fenomene subiective. Psihicul este izolat de exterior și există numai în măsura în care poate fi reflectat în conștiință. Existența psihicului se reduce la trăirea psihicului, altfel noi neavând o dovadă a existenței psihicului. Psihicul în concepția introspecționistă apare ca o realitate primară, nemijlocită, un bun personal al fiecărui individ. Conținutul psihicului este curat în sensul că nu este alterat de lumea externă materială. Introspecționosmul are ca obiect central de cunoaștere mulțimea fenomenelor conștiente motiv pentru care a fost denumit  psihologia conștiinței.
A doua accepție a introspecționismului este strâns relaționată cu concepția introspecționistă fiind determinată de metoda utilizată de psihologi pentru cunoașterea psihicului anume introspecția. Pentru cunoașterea psihicului afirmă introspecționiști 
Itrebuie mers pe calea introspecției adică a urmăririi conștiente a ceea ce se întâmplă în sufeltul nostru. Regula fără de care nu se poate cunoaște psihicul este ca cercetătorul să se dividă în obiect și în subiect al cercetării. Dedublarea cercetătorului dă posibilitatea cunoașterii însă numai a propriilor funcții psihice. Pentru cunoașterea sufletului altei persoane introspecționiștii recomandă empatia, adică transpunerea în trăirile psihice ale persoanelor studiate.